# Кассовая книга
Кассовая книга (англ. cash-book, нем. cassa-buch, фр. livre de caisse) — учётный регистр, в котором отражаются в хронологическом порядке все совершенные организацией кассовые операции, подтвержденные первичными документами.

## Определение
По мнению ряда экономистов кассовая книга — это учётный регистр, в котором отражаются в хронологическом порядке все совершенные организацией кассовые операции, подтвержденные первичными документами.
Согласно определению БСЭ кассовая книга — это бухгалтерский регистр для учёта движения наличных денег в кассе, в которой регистрируются все кассовые операции немедленно после их совершения с указанием номера кассового документа, на основании которого произведён приём или выдача наличных денег, фамилии лица, сдавшего или получившего деньги, и суммы операции. Контроль за правильностью ведения кассовой книги осуществляется главным бухгалтером хозяйственной организации.

## Учёт в кассовой книге
Согласно Указанию Банка России от 11.03.2014 № 3210-У учёт движения денежных средств в кассе ведется кассиром в кассовой книге. Организация может вести только одну кассовую книгу, которая должна быть пронумерована, прошнурована и опечатана печатью на последней странице. Общее количество прошнурованных листов в кассовой книге заверяется подписями руководителя и главного бухгалтера организации. Записи в кассовой книге ведутся в двух экземплярах. Вторые экземпляры листов должны быть отрывными и служат отчетом для кассира. Первые и вторые экземпляры листов остаются в кассовой книге и нумеруются одинаковыми номерами.
Подчистки и неоговоренные исправления в кассовой книге не допускаются. Сделанные исправления заверяются подписями кассира и главного бухгалтера организации. Записи в кассовую книгу производятся кассиром сразу же после получения или выдачи денег по каждому ордеру или другому заменяющему документу. Ежедневно в конце рабочего дня кассир подсчитывает итоги операций за день, выводит остаток денег в кассе на следующее число и передает в бухгалтерию в качестве отчета второй отрывной лист с приходными и расходными кассовыми документами под расписку в кассовой книге.

## Унифицированная форма кассовой книги
Перечень реквизитов и порядок заполнения кассовой книги по форме № КО-4, утвержденной Постановлением Госкомстата РФ и соответствующей номеру ОКУД 0310004:
- на лицевых страницах (титуле) указываются сведения о фирме и год, за который кассовая книга отражает операции с денежными средствами;
- на внутренних страницах (страницы с 3 по 10) заполняются следующие графы:

- «Касса за» (указываются даты операций с денежными средствами);
- «Лист» (указывается порядковый номер конкретного листа кассовой книги);
- «Номер документа» (указывается номер приходного или расходного кассового ордера);
- «От кого получено или кому выдано» (ФИО человека или данные предприятия, которые вносят/получают наличные денежные средства);
- «Номер корреспондирующего счета, субсчета» (указывается счет, который корреспондирует со счетом 50, ИП не заполняют данную область кассовой книги);
- «Приход» (указывается сумма денежных средств по приходным кассовым ордерам);
- «Расходы» (указывается сумма денежных средств по расчетным кассовым ордерам);
- «Итого за день» (указывается сумма поступлений и выплат за рабочую смену);
- «Остаток денежных средств на конец дня» (указывается величина остатка в кассе);
- «Перенос» (указывается суммарная величина денежных средств по ордерам обоих типов, отражаемая в конкретной таблице, для возможности продолжить внесение сведений на следующей странице);
- «Кассир» (ставится подпись кассира, который заполняет основные сведения в кассовой книге);
- «Бухгалтер» (ставится подпись бухгалтера, который одновременно указывает количество полученных и проверенных ПКО и РКО).

- на завершающей странице (в конце документа) указывается, сколько листов прошито и пронумеровано, дата составления кассовой книги, подписи главного бухгалтера и руководителя фирмы.

## История
В Энциклопедическом словаре Брокгауза и Ефрона кассовая книга определялась как одна из основных бухгалтерских книг, служащая для записывания прихода и расхода наличных денег. Учёт вёлся на двух страницах: на левой писался приход (все поступления наличных денег), на правой — расход (все выдачи): 
- в системе простой бухгалтерии, основанной на принципе прихода и расхода, разница между приходом и расходом показывала наличность кассы в данный момент;
- в двойной, или итальянской, системе бухгалтерии, основанной на отношении между счетами, на левой странице (все поступления наличных денег) записывался: каким счетам, за что и сколько должен счет кассы; на правой странице (все выдачи наличных денег) записывался: за какими счетами, за что и сколько имеет счет кассы.

Кассовая книга открывалась записью на приход наличных денег, значащихся по инвентарю; затем записи делались при выдаче и получения. Когда кассир действовал по ордерам, то кассовые обороты записывались одновременно в кассовой книге и в памятной книге (мемориал), так как бухгалтер, подписывая ордер, отмечал его у себя в памятной книге; если же кассир действовал самостоятельно, тогда кассовые обороты записывался сначала в кассовую книгу, а потом вносился бухгалтером в памятную. Мелкие выдачи на домашние и торговые расходы в кассовую книгу ежедневно не записывались, а вносились кассиром в особую расходную книжку и по окончании месяца переносились в кассовую книгу общими суммами по категориям расходов; часто такими мелкими расходами заведовал артельщик, который и вёл расходную книжку. Общепринято было ежемесячно заключать кассу. Для этого подсчитывался весь приход и весь расход за месяц, второй вычитался из первого; остаток прихода (сальдо) должен был представлять наличность денег в кассе в последний день месяца, с которою и проверялся. Этот остаток записывался в расход, чем обе страницы уравновешивались. Одинаковые итоги, представляющие это равновесие (баланс), писался на одной строке в приходе и в расходе и подчеркивался двойною чертою. После этого выведенным остатком открывалась кассовая книга следующего месяца, для чего остаток записывался на приход. По закону кассовую книгу обязаны вести все торговцы, не исключая и мелочных; она должна быть заключаема к 1-му числу каждого месяца; оптовые торговцы обязаны были вписывать в кассовую книгу подробно каждый случай приёма и выдачи денег, прочие же могли ежедневную выручку денег записывать одной статьей или общим итогом, но расход должен был записываем в подробности.